# Ewen Costiou
Ewen Costiou (ur. 10 listopada 2002 w Breście) – francuski kolarz szosowy.

## Osiągnięcia
Opracowano na podstawie:
2022
- 1. miejsce na 6. etapie Tour de Bretagne
- 2. miejsce w Tour du Pays de Montbéliard
  - 1. miejsce w klasyfikacji młodzieżowej
- 2. miejsce w igrzyskach śródziemnomorskich (start wspólny)

2023
- 2. miejsce w Paryż-Camembert

## Rankingi
| Rok             | 2021  | 2022 | 2023 | 2024 |
| --------------- | ----- | ---- | ---- | ---- |
| World Ranking   | 2068. | 970. | 365. | 262. |
| UCI Europe Tour | 1403. | 706. | -    | -    |
|                 |       |      |      |      |
| Źródło: UCI     |       |      |      |      |